# Нижній Уфалей
Нижній Уфалей (рос. Нижний Уфалей) — селище, підпорядковане місту Верхній Уфалей Челябінської області Російської Федерації.
Населення становить 2443 особи (2010)

## Історія
Згідно із законом від 26 серпня 2004 року органом місцевого самоврядування є Верхньоуфалейський міський округ.

## Населення
| 1959 | 1970  | 1979  | 1989  | 2002  | 2010  |
| ---- | ----- | ----- | ----- | ----- | ----- |
| 6953 | ↘4352 | ↘4088 | ↘3657 | ↘2839 | ↘2443 |